# Røjen Bæk
Røjen Bæk är ett vattendrag i Danmark.   Det ligger i Herning kommun i Region Mittjylland, i den västra delen av landet, 240 km väster om huvudstaden Köpenhamn. Bäcken mynnar ut i Storå.